# Charles Franklin Dunbar
Charles Franklin Dunbar (Abington, 28 luglio 1830 – Cambridge, 29 gennaio 1900) è stato un economista statunitense.

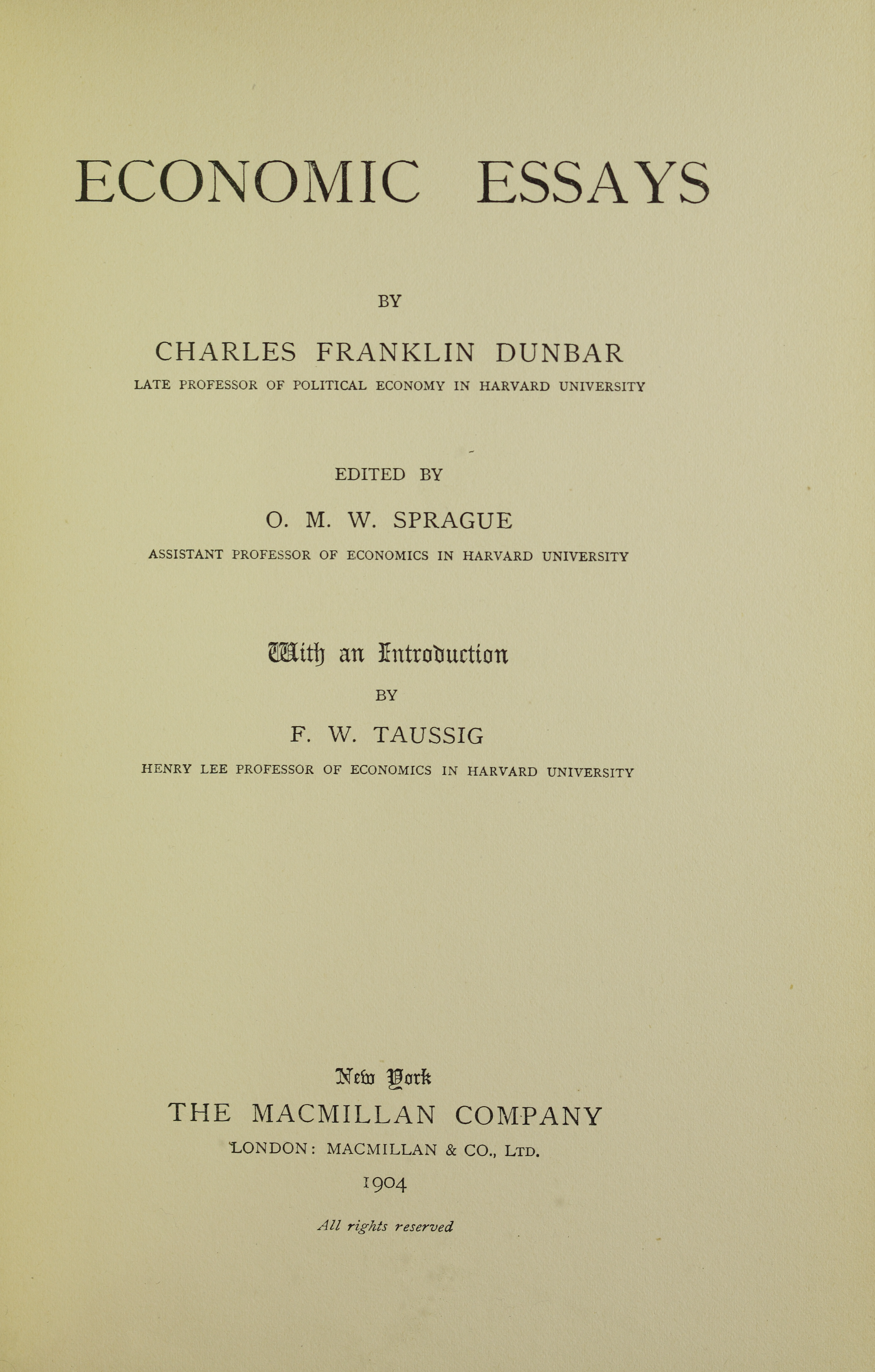
Economic Essays, 1904

Nato ad Abington, nel Massachusetts, studiò all'Università di Harvard, dove poi insegnò. Fu presidente dell'American Economic Association nel 1893.

## Opere
- Economic Essays, New York, Macmillan, 1904.
- The Theory And History Of Banking, 3ª ed., New York & London, G.P. Putnam's Sons, 1917  [1891].